# Courtney Frerichs
Courtney Frerichs (Mundelein, 18 de janeiro de 1993) é uma atleta estadunidense, medalhista olímpica.
Ela ganhou a medalha de prata no Campeonato Mundial de Atletismo de 2017, tornando-se a sétima mulher mais rápida da história do evento até então. Nos Jogos Olímpicos de Verão de 2020, conquistou a medalha de prata na prova de 3000 metros com obstáculos feminino com o tempo de 9:04.79 minutos.